# Хёрд, Джон
Джон Мэттью Хёрд-младший (англ. John Matthew Heard, Jr.; 7 марта 1946, Вашингтон, округ Колумбия — 22 июля 2017, Пало-Альто, штат Калифорния) — американский актёр театра и кино.

## Биография
Джон Хёрд родился 7 марта 1946 года в Вашингтоне. Он окончил иезуитскую школу имени Гонзаги, а затем Университет Кларка в Массачусетсе. Хёрд ещё в школе начал играть в театре, а в начале 1970-х годов стал профессиональным актёром, начав с работы в чикагском экспериментальном театре. Его дебют в постановке «Неудачники» Дэвида Рэйба был отмечен премией «Theatre World Award» в 1976 году. В 1979 году Хёрд получил премию Obie за роль Кассио в постановке «Отелло» в рамках Нью-йоркского шекспировского фестиваля.
Дебют Хёрда в кино состоялся в 1977 году в комедийной драме режиссёра Джоан Миклин Сильвер «Между строк», где он исполнил главную роль. Сотрудничество Хёрда и Сильвер продолжилось в романтической драме «По уши влюблённый» 1979 года, за роль в которой актёр получил положительные отзывы критиков. В том же году Хёрд сыграл роль преподобного Артура Диммесдейла в четырёхсерийном телевизионном фильме по роману Натаниэля Готорна «Алая буква».
После фильма «Путь Каттера» (1981), в котором он сыграл спившегося ветерана войны во Вьетнаме, за Хёрдом закрепилась репутация серьёзного драматического актёра, хотя фильмы с его участием пока не пользовались успехом у зрителей. Благодаря хорошим отзывам критиков Хёрд привлёк к себе внимание голливудских продюсеров. Он исполнил роль хранителя зоопарка и любовника героини Настасьи Кински в фильме «Люди-кошки» (1982), затем главная роль в фильме «Каннибалы-гуманоиды из подземелий» (1984), снялся в фильме «После работы» (1985) Мартина Скорсезе, сыграл главного отрицательного персонажа в комедии «Большой» с Томом Хэнксом в главной роли и ленте «Убрать с дороги» (1990).
Массовому зрителю Хёрд стал известен по роли Питера Маккаллистера, отца семейства, в комедиях «Один дома» (1990) и «Один дома 2: Потерявшийся в Нью-Йорке» (1992). Оба фильма оказались очень популярны, в том числе за пределами США. Хёрд также играл заметные роли в крупных кинопроектах «Пробуждение» (1990), «Гладиатор» (1992), «На линии огня» (1993), «Дело о пеликанах» (1993) и «Мои дорогие американцы» (1996). В 1995—1996 годах Хёрд исполнял роль окружного прокурора Роя Фолтригга в телесериале «Клиент» на канале CBS, который несмотря на хорошие отзывы транслировался лишь в течение одного сезона.
С конца 1990-х годов Хёрд много снимался для телевидения. В 1999 году он был выдвинут на премию «Эмми» в номинации «лучший приглашённый актёр в драматическом сериале» за роль коррумпированного полицейского в сериале «Клан Сопрано». Также он снимался в сериалах «C.S.I.: Место преступления Майами» (2003—2005), «Джек и Бобби» (2004—2005), «Звёздный крейсер „Галактика“» (2006), «Побег» (2005—2006), «Красавцы» (2007—2010), «Саутленд» (2009), «Власть закона» (2011), «Va-банк» (2013).
В 2013 году снялся в фильме «Нападение на Уолл-стрит» в отрицательной роли банкира, а также в фильме «Va-банк» в роли отца Ричи.
Хёрд умер 21 июля 2017 года в отеле в городе Пало-Альто, штат Калифорния, где он восстанавливался после перенесённой операции на спине. Причиной смерти стал сердечный приступ.

## Личная жизнь
Хёрд женился на актрисе Марго Киддер в 1979 году, но они развелись всего через шесть дней.
В 1987 году у него родился сын Джон Мэтью Хёрд III от актрисы и бывшей девушки Мелиссы Лео. Джон был арестован в 1991 году и обвинён в нападении третьей степени за якобы нанесение пощечины Лео. В 1997 году он был признан виновным во вторжении в её дом.
Позже он женился на Шэрон Хёрд. У них было двое детей, Анника Роуз и Максвелл Джон.
24 мая 2010 года Хёрд женился на Лане Причард в Лос-Анджелесе. Пара развелась семь месяцев спустя.
Его сын Максвелл умер 6 декабря 2016 года в возрасте 22 лет.